# 洺南街道
洺南街道，是中华人民共和国河南省周口市郸城县下辖的一个乡镇级行政单位。

## 行政区划
洺南街道下辖以下地区：
友谊社区、和平社区、育新社区、向阳社区、东街社区、南街社区、王寨社区、英庄社区、夏庄社区和李庄社区。